# Umpah-Pah
Umpah-Pah ist der indianische Titelheld einer von Albert Uderzo und René Goscinny im Jahr 1951 geschaffenen Comicserie.

## Geschichte der Serie
Der Comic sollte zweisprachig getextet in den USA – dort lebte Goscinny von 1945 bis 1950 – in einer Fernsehzeitschrift erscheinen. Da jedoch keine Veröffentlichung erfolgte, wurde das Projekt nach wenigen Entwürfen eingestellt.
Erst ab 1958 wurde eine überarbeitete Version im belgischen Comic-Magazin Tintin veröffentlicht. Bis 1961 erschienen insgesamt fünf inhaltlich lose verbundene Abenteuer. Dann wurde die Serie eingestellt, da Uderzo seine Arbeit an allen Projekten außer Asterix stoppte und sich so auch schweren Herzens von der Serie Umpah-Pah trennte, welche in Leserumfragen schlecht abgeschnitten hatte. Auch Goscinny widmete sich dem deutlich erfolgreicheren Asterix, arbeitete aber auch mit anderen Personen noch an weiteren Projekten (siehe René Goscinny); vor allem nahm ihn seine Tätigkeit als Redakteur für Pilote immer mehr in Anspruch.
In Deutschland erschienen die Bände erstmals 1972/73 in dem Comic-Magazin Zack. Eine Wiederveröffentlichung gab es u. a. in Yps.
Umpah-Pah gilt als Prototyp für Asterix, weil die Geschichten viele Elemente enthalten, die später auch in Asterix zu finden sind. Umpah-Pah taucht später auch kurz im Film Asterix erobert Rom in der Speerwerfer-Szene auf.

## Inhalt
In der ursprünglichen Fassung ist Umpah-Pah ein junger, großer und starker Indianer, der erstaunliche Talente im Bogenschießen besitzt, aber ein weiches Herz hat. Er wird mit den Errungenschaften der modernen Technik konfrontiert: Waschmaschine, Fernseher, Automobil und Plattenspieler führen zu humorvollen Konfrontationen.
Die spätere Fassung spielt in der Zeit der ersten Kolonialisierung Amerikas (18. Jahrhundert), in der Frankreich erste Forts in Nordamerika errichtet hat. Ein neu eingetroffener französischer Kadett („Bruder Doppelskalp“) wird von Umpah-Pah gefangen genommen und besteht, nachdem er dessen Freundschaft erworben hat, mit diesem einige Abenteuer in der Neuen Welt, später auch in der Alten Welt.

## Figuren der Serie
Umpah-Pah ist die Hauptperson in diesen Geschichten. Er ist ein großer, muskulöser Indianer und der beste Krieger vom Stamm der Wascha-Wascha. In seiner ersten Geschichte gehört er noch zum Stamm der Plattfüße, die in den späteren Geschichten zu den Erzfeinden der Wascha-Wascha werden. Umpah-Pahs Blutsbruder ist der französische Kadett Hubert von Täne, den er auch zu einer Reise nach Europa begleitet, um dort Pferde für seinen Stamm zu besorgen. Sein Kriegsruf ist „Yakyakyak!“, der sehr oft peinliche Nebenwirkungen hat. Umpah-Pahs Lieblingsspruch ist „Beim Puma (mein Totem)!“, den er eigentlich zu jeder Gelegenheit gebraucht. Er gilt als Vorgänger für Obelix’ Ausspruch „Die spinnen, die Römer!“
Hubert von Täne ist Umpah-Pahs Blutsbruder. Allerdings wird er bei ihrer ersten Begegnung von Umpah-Pah niedergeschlagen und als Gefangener zu seinem Stamm gebracht. Doch nachdem er Umpah-Pah bei einer Stammesprüfung geholfen hat, macht dieser ihn kurzerhand zu seinem Bruder „Doppelskalp“, ein Spitzname, den er seiner Perücke verdankt. Obwohl die beiden sich sehr gut verstehen, ist für Hubert die Gesellschaft Umpah-Pahs oftmals peinlich, da Umpah-Pah viele Gebräuche der Europäer falsch versteht, zum Beispiel die Kriegsführung mit Kanonen („Bei uns nur Papooses werfen mit Bällen!“) oder das Verhalten des Haushofmeisters vor dem französischen König („Sieh nur, Doppelskalp, jetzt läuft er auch noch rückwärts!“).
Dicker Büffel ist der Häuptling der Wascha-Wascha und diente als Vorbild für Majestix. Er ist stets um den Frieden in seinem Stamm bemüht und muss sich häufig mit seiner Frau herumärgern. Ein Running Gag in den Geschichten ist, dass Dicker Büffel immer vergisst, wo er das Kriegsbeil begraben hat. Jeden seiner Sätze beendet er mit: „Hough, Dicker Büffel hat gesprochen!“
Keinzahn, früher noch Einzahn, ist der Älteste der Wascha-Wascha und diente als Vorgänger für Methusalix und Automatix. Er ist in der ersten Geschichte darauf erpicht, Hubert von Täne umzubringen, jedoch scheitern seine Mordanschläge immer wieder auf urkomische Weise. Keinzahn hat häufig Reibereien mit dem Medizinmann des Stammes, Immer-Regen. Bei einem Konflikt mit ihm verliert er seinen letzten Zahn. Keinzahn liebt es, Immer-Regen bei seinen Beschwörungstänzen aus dem Takt zu bringen („Immer-Regen tanzt falsch! Immer-Regen tanzt Regentanz!“ oder „Den Takt halten! Eins, zwei! Eins, zwei!“).
Immer-Regen ist der Medizinmann der Wascha-Wascha und der Vorgänger von Troubadix und Verleihnix. Er bringt immer seine Tänze durcheinander und lässt es deshalb sehr häufig regnen. In der ersten Geschichte verbündet er sich noch mit Keinzahn gegen Hubert von Täne. Dieses Bündnis findet allerdings ein abruptes Ende, als Immer-Regen während eines Beschwörungstanzes Keinzahns Zelt in die Luft sprengt. Bei der folgenden Prügelei verliert Keinzahn seinen letzten Zahn. Während seiner Beschwörungstänze tritt sich Immer-Regen häufig Dornen in die Füße, was ein weiterer Running Gag in den Geschichten ist.
Mama-Pah und Papa-Pah sind Umpah-Pahs Eltern, wie sie unterschiedlicher nicht sein könnten. Mama-Pah ist sehr groß und dick, während Papa-Pah klein und schmächtig ist. Die beiden haben nur winzige Auftritte während der Geschichten und besitzen keine besonderen Charaktereigenschaften.
Der General und Oberbefehlshaber der französischen Truppen in Nordamerika ist der oberste Boss von Fort Ort. Er ist dick und eine ruhige Persönlichkeit. Von Umpah-Pah wird er „Bruder Dickbauch“ genannt. Sein preußisches Ebenbild ist der General der preußischen Truppen und Vorgesetzte des Offiziers Eitel Friedrich von und zu Guterletzt im Band Häuptling kranke Leber.
Der Kommandant der Wache von Fort Ort ist eine sehr noble und vornehme Persönlichkeit und die rechte Hand des Generals, die sich nicht häufig zu Gefühlsausbrüchen bringen lässt, es sei denn, Umpah-Pah ist im Spiel. Ein einziges Mal lässt er sich zu einem „Yakyakyak!“ hinreißen, als es zum Kampf gegen die Blauaugen und die Preußen kommt. Er wird von Umpah-Pah „Bruder Vornehm“ genannt.
Niedrige Stirn ist der beste Krieger des Stammes der Plattfüße. So groß und kräftig Umpah-Pah ist, so klein und mickrig ist Niedrige Stirn. Vom Aussehen her ähnelt er Asterix. Niedrige Stirn hat viel Einfluss auf den Häuptling der Plattfüße, Fette Kröte, und bringt ihn so auch zum Krieg gegen die Wascha-Wascha.
Fette Kröte ist der Häuptling der Plattfüße. Ganz anders als Dicker Büffel ist er sehr cholerisch und leicht beeinflussbar.
Grauer Star ist der Medizinmann der Plattfüße. Als Hubert von Täne von den Plattfüßen gefangen genommen wird, will er ihn, ähnlich wie Keinzahn, sofort verbrennen. Jedoch wird er von Niedrige Stirn daran gehindert, mit dem er auch sonst immer wieder zusammenstößt. Grauer Star ist so wie Immer-Regen kein guter Tänzer und deutet Rauchzeichen immer wieder falsch, was unter den Plattfüßen häufig für Verwirrung sorgt und Fette Kröte immer wieder auf die Palme bringt.
Der Kapitän des königlichen Schiffes Arroganz wird von Umpah-Pah „Bruder Langnase“ genannt. Erst ist der Kapitän wenig begeistert über den Indianer und seinen Angewohnheiten wie Pemmikan essen oder schneller zu schwimmen als die Arroganz. Doch nachdem es Umpah-Pah gelungen ist, den Piraten Stürzebrecher zu besiegen und gefangen zu nehmen, gewinnt er die Sympathien des Kapitäns und seiner Mannschaft.
Stürzebrecher und seine Piratenbande machen Umpah-Pah und Hubert von Täne die Reise nach Frankreich beschwerlich. Stürzebrecher ist ein gefürchteter Pirat, der mit Vorliebe die Schiffe der Franzosen plündert. Der Kapitän der Arroganz beschreibt Stürzebrecher als „wild wie die See“ und als eine Person, vor der sogar seine eigene Mannschaft Angst hat, und ferner als so hässlich, dass er sich mit dem Rücken zum Spiegel rasieren muss. Stürzebrechers Lieblingsgericht ist ein kompletter, gebratener Haifisch, der „ordentlich zu stinken“ hat. Sein einziges Problem ist, dass er nicht schwimmen kann. Dank dieses Mankos kann er schlussendlich in Ketten gelegt werden.
Stürzebrecher und seine Piratenbande sind die Vorgänger der Asterix-Piraten. Der Papagei Jasmin aus Uderzos Pitt-Pistol-Geschichten hat in diesem Band einen Cameo-Auftritt.
Stürzebrecher ist an die historische Persönlichkeit Klaus Störtebeker angelehnt.
Der König von Frankreich ist im Band In geheimer Mission zu sehen. Er ist der Herrscher über den Königspalast und seinen Hofstaat und eine sehr edle Persönlichkeit. Nachdem Hubert von Täne zusammen mit seinem Freund Umpah-Pah nach Frankreich gekommen ist, hat er den Befehl erhalten, sich beim König in Paris zu melden. Im Palast überreicht der König dem Hubert von Täne das Geheimdokument für den General und Oberbefehlshaber der französischen Truppen in Nordamerika. Wie im Band Häuptling kranke Leber zu lesen ist, haben sich der König von Frankreich und der König von Preußen den Krieg erklärt. Später jedoch schließen sie wieder Frieden, nachdem sich der preußische König für die Bemerkung entschuldigt hat, der König von Frankreich hätte ihn beim Kartenspiel betrogen.
August der Spion ist Lakai des Königs von Frankreich. Insgeheim arbeitet er aber nebenbei aus Gewinnsucht als Spion für die Feinde Frankreichs. Im Band In geheimer Mission ist zu sehen, wie der Lakai das Gespräch zwischen dem König und Hubert von Täne belauscht. Am nächsten Morgen reist er verkleidet in Hut und Mantel und sein Gesicht verbergend in der Kutsche nach Seeburg mit, in der auch Umpah-Pah und Hubert von Täne sitzen. In der Nacht entwendet der Spion die Geheimbotschaft und ein Pferd der Kutsche und macht sich auf den Weg ins nächste Dorf, wo er das Pferd bei einem Landwirt gegen dessen Schimmel eintauscht. Es gelingt ihm, Umpah-Pah und Hubert von Täne reinzulegen und deren Pferde zu stehlen. Am Tag darauf bemerkt der Spion, dass Hubert von Täne ihn allein verfolgt, worauf er einigen Räubern im nahen Wald erzählt, dass von Täne sehr reich sei, worauf die Räuber diesen gefangen nehmen. Umpah-Pah schafft es den Spion zu fangen und seinen Freund Hubert von Täne zu befreien. Dann verlangt er vom Spion das gestohlene Papier und tauscht es heimlich gegen den vom Spion gezeichneten Plan der Räuberhütte aus und schießt einen Pfeil mitsamt dem Plan in den Wald. Während Umpah-Pah und Hubert von Täne auf dem Schimmel nach Seeburg reiten, wird der Spion von einem erbosten Holzfäller durch den Wald gejagt.
Eitel Friedrich Ritter von und zu Guterletzt ist ein preußischer Offizier, der in der letzten Umpah-Pah-Geschichte auftritt. Eitel Friedrich untersteht einem General (der eine gewisse Ähnlichkeit mit dem Kommandanten von Fort Ort hat), der für den preußischen König die französischen Kolonien erobern soll. Zu diesem Zweck soll sich Eitel Friedrich die Indianer als Verbündete mit Glasperlen erkaufen. Da er bei den Wascha-Wascha kein Glück hat, schließen sich die Preußen mit den Blauaugen zusammen, einem anderen feindlichen Stamm. Allerdings verhindert Eitel Friedrich, dass Umpah-Pah und Hubert von Täne von diesen gemartert werden, und bringt sie in die Arrestzelle des preußischen Forts. Es gelingt den Preußen jedoch nicht besonders lange, die beiden festzuhalten. Kurz vor der Schlacht zwischen den preußischen und französischen Truppen erreicht die Befehlshaber ein Brief, dass die beiden Könige einen Friedensvertrag geschlossen haben. Und so endet dieses Abenteuer mit einem großen Fest im preußischen Stützpunkt, bei dem Bier und Schweinshaxen natürlich nicht fehlen.
Eitel Friedrich spricht, wie die anderen Preußen, im französischen Original einen starken deutschen Akzent. Bei der deutschen Übersetzung wird dies durch Berlinerisch ersetzt. Im Original trägt Eitel Friedrich den Namen „Katznblummerrswishundwagenplaftembomm“ und hat damit den längsten Namen, den jemals eine Comicfigur verliehen bekommen hat. René Goscinny rühmte sich damit, den Namen dieser Figur in einem Zug aussprechen zu können, ohne sich zu verhaspeln.
Kranke Leber ist der skrupellose und hinterhältige Häuptling der Blauaugen. Um den Wascha-Wascha „eins auszuwischen“, verbündet er sich mit den Preußen. Kranke Leber liebt die Gebräuche der Europäer und ahmt sie in allem nach. So haben seine Pow-Wows Ähnlichkeit mit einer Gemeinderatssitzung, und seinen Medizinmann ersetzte er durch einen Buchhalter.
Für die Unterstützung der Preußen verlangt Kranke Leber „Donnerstöcke“ und das „Wasser, das den Mut in die Herzen trägt“. Als Umpah-Pah und Hubert von Täne als Vermittler zu den Blauaugen aufbrechen, nimmt Kranke Leber sie hinterhältig gefangen und will sie martern lassen. Jedoch wird dies von Eitel Friedrich und anderen Preußen verhindert.
Nachdem der Krieg zwischen Preußen und Frankreich gestoppt ist, müssen die Blauaugen die Gewehre an die Preußen zurückgeben, was sie nur sehr widerwillig tun. Es kommt noch zu einem finalen Kampf zwischen den Wascha-Wascha und den Blauaugen (der ein wenig Ähnlichkeit zu den „Römerprügeleien“ in Asterix hat), den letztere natürlich kläglich verlieren und bei dem die versöhnten Heere vergnügt vereint zusehen.

## Comic-Bände
Jede dieser Geschichten umfasst 30 Seiten.
1. Oumpah-Pah le Peau-Rouge, 1958; dt.: Umpah-Pah, die Rothaut (Zack 17–20/1972)
2. Oumpah-Pah sur le sentier de la guerre, 1958; dt.: Die Plattfüße greifen an (Zack 27–30/1972)
3. Oumpah-Pah et les pirates , 1959; dt.: Der Schrecken der Meere (Zack 39–43/1972)
4. Oumpah-Pah et la mission secrète, 1960; dt.: In geheimer Mission (Zack 5–10/1973)
5. Oumpah-Pah contre Foie-Malade, 1962; dt.: Häuptling Kranke Leber (Zack 43–48/1973)

2006 und 2014 sind im Ehapa-Verlag alle fünf Umpah-Pah-Abenteuer in einem Band erschienen.